# ألكسندر بارتا
ألكسندر بارتا (1894 – 1945) هو مبارز بالسيف تشيكوسلوفاكي راحل، مثّل بلاده في الألعاب الأولمبية الصيفية 1924.

## روابط خارجية
ألكسندر بارتا على موقع أوليمبيديا (الإنجليزية)
- ألكسندر بارتا على موقع اللجنة الأولمبية التشيكية (التشيكية)